# Antonio Meucci (film 1940)
Antonio Meucci è un film del 1940 diretto da Enrico Guazzoni.

## Trama
Antonio Meucci, emigrato nel Sud America con la moglie, in attesa che le sue ricerche sul telefono si concretizzino, lavora come macchinista in un teatro.
Durante un allestimento scenografico, una distrazione di Meucci provoca un incendio, questo lo convince a trasferirsi nel Nord America, dove inizia l'attività di fabbricante di candele, ma un'improvvisa malattia della moglie lo obbliga a vendere tutto.
Nel frattempo un'importante azienda statunitense comprende l'importanza delle sue ricerche sul telefono e s'impadronisce del brevetto, Meucci fa causa in tribunale e riesce a dimostrare la vera paternità dell'invenzione.

## Distribuzione
La pellicola venne distribuita nel circuito cinematografico italiano il 30 giugno del 1940.

## Critica
Nelle pagine di Film del 28 settembre 1940 « Antonio Meucci è il glorioso ma disgraziato inventore del telefono, colui al quale lo scozzese Graham Bell è riuscito in molti paesi del mondo a strappare l'onore di aver ideato per primo quel potentissimo mezzo di civiltà. Il film che è di largo respiro e pieno di episodi umani, raggiungendo momenti di profonda commozione pur rimanendo sempre molto fedele alla verità storica ».